# アブタンディル・チリキシビリ
アブタンディル・チリキシビリ（グルジア語: ავთანდილ ჭრიკიშვილი、Avtandil Tchrikishvili 1991年3月18日-) は、ジョージアのクヴェモ・カルトゥリ出身の柔道家。81kg級。身長182cm。左右両方の組手を使うことで知られている。

## 人物
2010年のヨーロッパジュニア81kg級で優勝を飾ると、続く世界ジュニアでも優勝を果たした。2011年のワールドカップ・トビリシでシニアの国際大会初優勝を飾った。翌年もこの大会で優勝すると、ヨーロッパ選手権では団体戦で優勝を果たした。ロンドンオリンピックでは2回戦でアメリカのトラヴィス・スティーブンスの裸絞で敗れた。2013年はグランドスラム・パリで2位になると、グランプリ・デュッセルドルフで優勝、ヨーロッパ選手権でも個人戦と団体戦で優勝を飾った。しかし世界選手権では決勝でフランスのロイク・ピエトリの技ありで敗れた。2014年にはグランドスラム・パリで優勝すると、ヨーロッパ選手権でも2連覇を果たした。世界選手権では決勝でカナダのアントワーヌ・ヴァロア＝フォルティエを破って世界チャンピオンとなった。2014年の最終ランキングにおいて男子の全階級の選手でもっともポイントが多かったことから、IJFより5万ドルを贈呈された。2015年6月にはバクーで開催されたヨーロッパ選手権を兼ねたヨーロッパ競技大会において3連覇を達成した。世界選手権では5位にとどまったが、グランドスラム・東京では優勝を果たした。2016年のリオデジャネイロオリンピックでは優勝候補として名前を挙げられていたが、準決勝では２大会連続でアメリカのトラヴィス・スティーブンスに片羽絞（IJF発表は送襟絞）で逆転負けを喫すると、3位決定戦でも永瀬貴規に有効で敗れて5位に終わった。その後階級を90㎏級に変更すると、2018年のグランプリ・ザグレブで優勝した。
IJF世界ランキングは1470ポイント獲得で37位(2019/7/15現在)。

## 主な戦績
81㎏級での戦績
- 2009年 - ヨーロッパジュニア　3位
- 2010年 - ヨーロッパジュニア　優勝
- 2010年 - 世界ジュニア　優勝
- 2010年 - グランドスラム・東京　5位
- 2011年 - ワールドカップ・トビリシ　優勝
- 2011年 - ヨーロッパ選手権　団体戦　3位
- 2011年 - ワールドカップ・ブカレスト　優勝
- 2011年 - ワールドカップ・アピア　3位
- 2012年 - ワールドカップ・トビリシ　優勝
- 2012年 - ヨーロッパ選手権　個人戦　5位　団体戦　優勝
- 2012年 - グランドスラム・リオデジャネイロ　5位
- 2012年 - ワールドカップ・ブエノスアイレス　優勝
- 2013年 - グランドスラム・パリ　2位
- 2013年 - グランプリ・デュッセルドルフ　優勝
- 2013年 - ヨーロッパ選手権　個人戦　優勝　団体戦　優勝
- 2013年 - ワールドマスターズ　3位
- 2013年 - 世界選手権　2位
- 2013年 -　グランドスラム・東京 3位
- 2014年 -   グランドスラム・パリ2014 優勝
- 2014年 - ヨーロッパ選手権　個人戦　優勝　団体戦　優勝
- 2014年 -   グランプリ・ハバナ 優勝
- 2014年 - 世界選手権　優勝
- 2014年 - 世界団体　3位
- 2014年 - グランドスラム・東京　3位
- 2015年 -  グランプリ・デュッセルドルフ　2位
- 2015年 - ワールドマスターズ　3位
- 2015年 - ヨーロッパ競技大会　個人戦　優勝　団体戦　2位
- 2015年 - 世界選手権　5位
- 2015年 -　グランドスラム・東京　優勝
- 2016年 -　グランドスラム・パリ　優勝
- 2016年 - ヨーロッパ選手権　2位
- 2016年 - リオデジャネイロオリンピック 5位

90㎏級での戦績
- 2018年 - グランプリ・ザグレブ　優勝
- 2019年 - グランプリ・アンタルヤ　3位
- 2019年 -　グランドスラム・アブダビ　3位

(出典、JudoInside.com)。